# Toot, Whistle, Plunk and Boom
Toot, Whistle, Plunk and Boom és un curtmetratge d'animació educatiu Adventures in Music produït per Walt Disney Productions i estrenat originalment als cinemes per Buena Vista Distribution el 10 de novembre de 1953. Seqüela del primer dibuix animat Adventures in Music, el curt en 3D Melody, Toot, Whistle, Plunk and Boom és una presentació estilitzada de l'evolució de les quatre seccions de l'orquestra al llarg dels segles amb: metall ("toot"), vent ("whistle"), corda ("plunk") i percussió ("boom").
Fou la primera pel·lícula de dibuixos animats de Disney a ser rodada i estrenada en CinemaScope de pantalla ampla, va guanyar l'Oscar al millor curtmetratge d'animació de 1954. El 1994 va ser votada en el lloc #29 dels The 50 Greatest Cartoons de tots els temps per membres del camp d'animació.

## Sinopsi
Els crèdits passen per una botiga de música estilitzada. Els noms de repartiment i el títol de la funció estan superposats als diversos instruments i estoigs. L'escena es retalla al professor Owl, que es dirigeix cap a l'escola plena dels seus estudiants de plomes fines mentre un rodet de tambor toca en una trampa.
Una breu secció musical ens introdueix en "el tema d'avui": l'estudi dels instruments musicals. El professor Owl explica a la classe (i a l'espectador) que tota la música s'origina a partir de quatre sons fonamentals: dents (metall), xiulet (vent), plom (corda) i explosió (percussió).

## Estrena
Toot, Whistle, Plunk and Boom va ser reeditat el 1963 com a acompanyant de la reedició teatral d'aquest any de Fantasia. El curtmetratge està disponible en dos conjunts de DVD de Disney: és un bonus del DVD Fantasia 2000 i és un dels curts seleccionats inclosos al conjunt de Walt Disney Treasures Disney Rarities: Celebrated Shorts, 1920s–1960s.
El 1962, Disney va publicar una versió re-gravada i ampliada de la música i veus del curt en un LP de vinil titulat "A Child's Introduction to Melody and the Instruments of the Orchestra". Thurl Ravenscroft proporcionava la veu del mussol a l'àlbum.
Mentre que la pel·lícula es va estrenar originalment als cinemes com a part d'una col·lecció més àmplia de curtmetratges, encara avui s'utilitza a les aules de música per proporcionar una comprensió elemental del funcionament dels instruments musicals.

## Veus
- Bill Thompson com a professor Owl / Bertie Birdbrain (no acreditat)
- Loulie Jean Norman com a Penélope Pinfeather (no acreditat)
- Charlie Parlato com a cantant de cor (no acreditat)
- Gloria Wood com a Suzy Sparrow (sense acreditar)
- The Mellomen com a grup de cant (sense acreditar)